# (82464) Jaroslavboček
(82464) Jaroslavboček, désignation internationale (82464) Jaroslavbocek, est un astéroïde de la ceinture principale.

## Description
(82464) Jaroslavbocek est un astéroïde de la ceinture principale. Il fut découvert le 21 juillet 2001 à l'Observatoire d'Ondřejov par Petr Pravec et Lenka Šarounová. Il présente une orbite caractérisée par un demi-grand axe de 3,09 UA, une excentricité de 0,11 et une inclinaison de 0,7° par rapport à l'écliptique.

## Compléments